# Plac Katedralny w Tarnowie
Plac Katedralny w Tarnowie – plac na Starym Mieście w Tarnowie, usytuowany pomiędzy ulicami Katedralną a Kapitulną, sąsiadujący od południowego wschodu z Rynkiem. Plac wytyczony został podczas lokacji miasta w 1330 roku. W tym samym czasie rozpoczęto wznoszenie na nim istniejącej do dziś gotyckiej katedry. Przez wieki założenie formowało się pod wpływem licznych prac budowlanych, a jego współczesny wygląd wykształcił się dopiero na przełomie wieków XIX i XX.

## Lokalizacja
Plac Katedralny umiejscowiony jest na tarnowskiej Starówce pomiędzy ulicami Katedralną i Kapitulną. Od południowego wschodu ogranicza go miejski Rynek. W centralnej części placu znajduje się bazylika katedralna Narodzenia Najświętszej Maryi Panny, pomnik Jana Pawła II oraz statua Najświętszej Marii Panny, natomiast otaczają go obiekty z okresu od XVI do XX wieku. Przy placu swoją siedzibę ma szereg instytucji, w tym tarnowskie Muzeum Diecezjalne, tarnowska filia Gościa Niedzielnego oraz wydawnictwo Biblos.

## Historia

### Okres od XIV do XVIII wieku

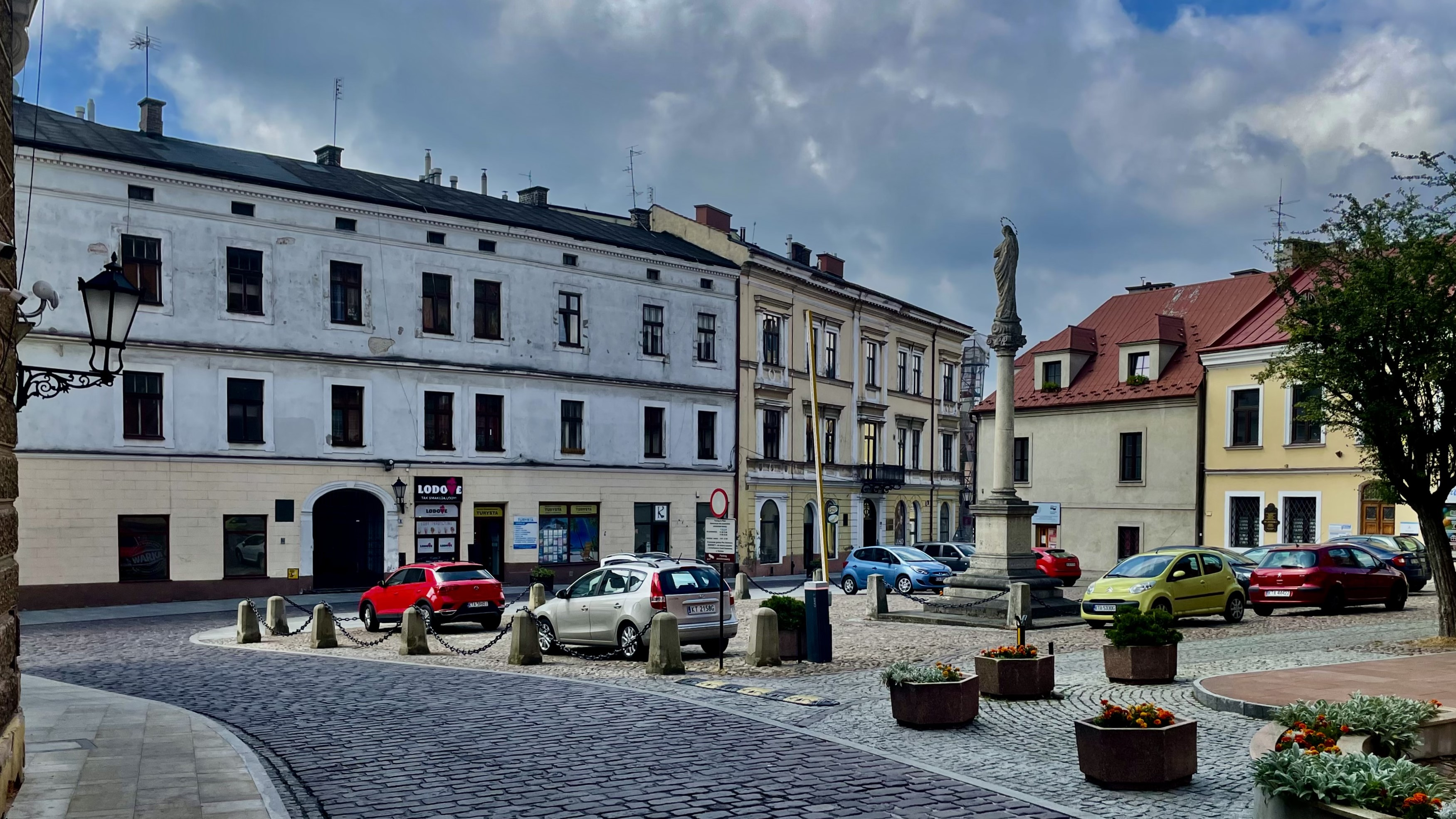
Widok na południową część placu Katderalnego

Historia placu sięga lokacji Tarnowa w 1330 roku, kiedy w miejscu obecnego założenia wytyczono działkę kościelną. Teren ten od strony wschodniej ograniczony był przyrynkowym blokiem zabudowy, od południa jedną z głównych miejskich ulic, prowadzącą z Rynku do bramy Krakowskiej, obecną ulicą Katedralną, natomiast od strony zachodniej i północnej linią miejskich murów obronnych.
Niedługo po lokacji centralną część działki zajął niewielkich rozmiarów kościół parafialny, a także przyległy cmentarz. Powierzchnia pierwotnej nekropolii nie jest obecnie w pełni znana, natomiast dzięki znaleziskom archeologicznym wiadomo, że kościół był otoczony nią z każdej strony. Ponadto w północno-zachodniej części założenia zaczęły prawdopodobnie powstawać także inne budynki, wznoszone z drewna, pełniące funkcje m.in. mieszkalne oraz plebańskie, z istniejącymi na zapleczach zabudowaniami gospodarczymi.
Prawdopodobnie w II poł. XIV wieku powstała szkoła parafialna, o której pierwsza wzmianka pochodzi z roku 1413. Jeszcze w XIV wieku przypuszczalnie wzniesiono także jej pierwszą siedzibę. Ponadto, po 1400 roku, za sprawą podniesienia tarnowskiego kościoła do rangi kolegiaty, zaistniała konieczność wybudowania nowych zabudowań mieszkalnych dla kanoników kapituły kolegiackiej. Istnienie budynków położonych opodal kolegiaty zostało poświadczone w 1470 roku przez Jana Długosza. Obiekty te przypuszczalnie zostały wzniesione z drewna, a następnie spłonęły w pożarach miasta z okresu 1483–1494. W dziele Liber beneficiorum podano, iż były to: dom prepozyta, oceniony jako najpiękniejszy budynek w mieście, dom prebendy Łukowskiej, dom prebendy Zamkowej (Najświętszej Maryi Panny) oraz dom prebendy św. Bartłomieja.

Domy te zostały przypuszczalnie odbudowane na przełomie wieków XV i XVI jako budowle o konstrukcji murowanej. Do tego typu obiektów miał należeć dom prebendy Łukowskiej, a także powstały na początku XVI wieku dom Mikołajowski. Domy drewniane zaczęto zastępować murowanymi, a ponadto rozwijały się zabudowania niekościelne. Zmiany w owym okresie nie ominęły także kolegiaty, którą po XV-wiecznych pożarach istotnie powiększono, m.in. za sprawą wzniesienia kaplicy św. Anny oraz w pełni murowanej wieży. Poczyniono również prace w obrębie cmentarza przykościelnego, który zyskał kostnicę oraz oddzielający go od zabudowań mur, na co wskazują wzmianki z roku 1597. Kostnicę wykorzystywano wówczas do przechowywania szczątków pochodzących ze starych pochówków, a umiejscowiono ją przy murze zewnętrznym kolegiaty. 

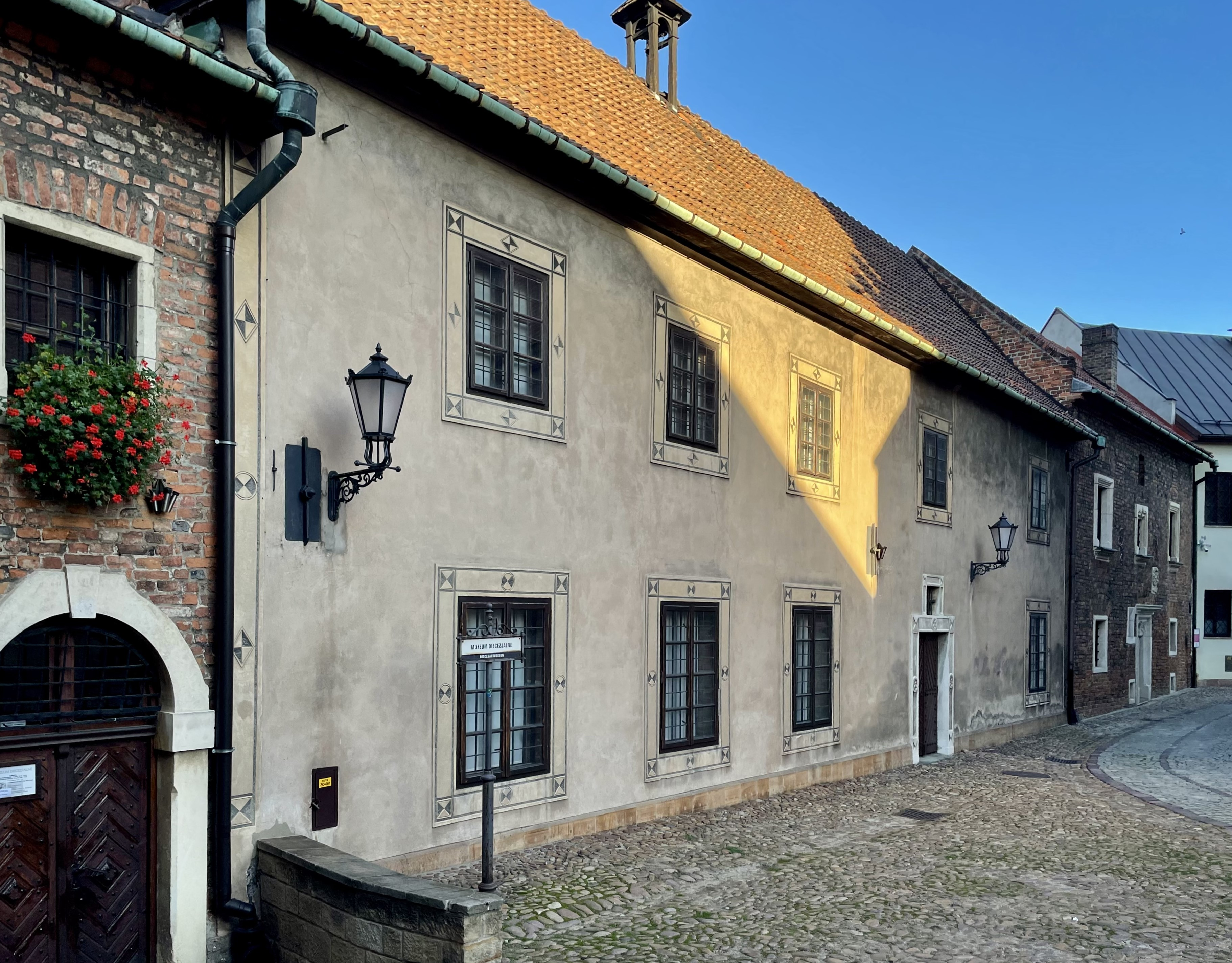
Zabytkowa zabudowa Muzeum Diecezjalnego w północnej pierzei placu

W 1527 roku, za zgodą pana na Tarnowie, Jana Tarnowskiego, dom Mikołajowski stał się własnością kościelną, przekazaną tarnowskim wikariuszom. W 1555 roku inny prawdopodobnie drewniany dom, po śmierci właściciela Stanisława Białachowskiego, zakupił bakałarz Paweł Łącki. Przed rokiem 1559 dzięki fundacji primiceriusza Mariana Łyczki przebudowano budynek szkolny z drewnianego na murowany. Ponadto w tym samym roku Jan Tarnowski wydał kustoszowi tarnowskiemu Janowi pozwolenie na wzniesienie nowej murowanej budowli na działce pomiędzy domem Mikołajowskim, a budynkiem szkoły.
Pod koniec XVI wieku, za sprawą licznych inwestycji, kościelna działka ograniczona była ze stron północnej i zachodniej zwięzłą pierzeją obiektów przystawionych do miejskich murów obronnych. Z tego względu na przełomie wieków XVI i XVII brakowało miejsca na nowe obiekty zabudowy kościelnej, przez co podjęto decyzję o ograniczeniu na początku XVI wieku powierzchni cmentarza w celach budowlanych. Zespół nowej zabudowy powstawał w owym okresie w miejscu współczesnej czworobocznej części założenia, a największymi rozmiarami z wzniesionych podówczas budowli cechował się dom kolegium psałterzystów, istniejący do końca wieku XVIII. W związku z powstałą gęstą zabudową, od ulicy Katedralnej do bram przykościelnego cmentarza w owym czasie prowadziły dwa przejścia, położone w zachodnich oraz wschodnich częściach współczesnego założenia. Cmentarz był ponadto zabezpieczony dwoma furtami, zamykanymi, aby nie miały tam wstępu konie oraz bydło, co nadmieniano w 1780 roku, gdy zlecono ich naprawę.
W latach 1617, 1621 oraz 1663 znaczne zniszczenia w zabudowie placu poczyniły pożary miasta. Ponadto na pogorszenie stanu budowli miał także wpływ kryzys z II poł. XVII wieku, wywołany m.in. potopem szwedzkim. Jakiekolwiek próby napraw czy prac związane były tylko z prywatnymi fundacjami oraz zapisami i nie przynosiły większych skutków, a jedynym podjętym poważniejszym przedsięwzięciem była skromna rozbudowa kościoła kolegiackiego. W wieku XVIII część z podniszczonych już wcześniej obiektów popadła w kompletną ruinę.

### Okres od II poł. XVIII do XX wieku

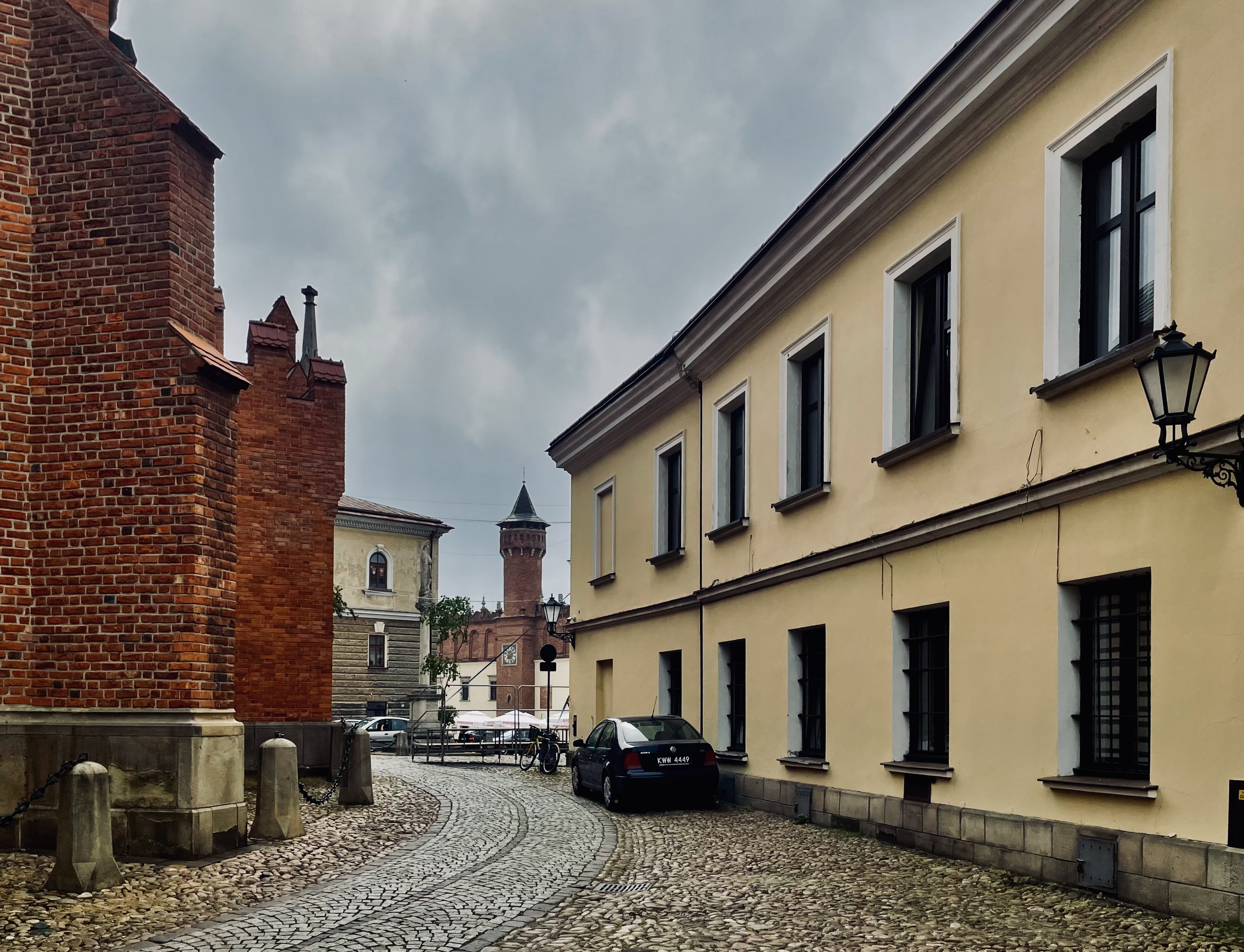
Południowa część zaułku przykatedralnego

Gdy w 1772 roku w wyniku I rozbioru Polski Tarnów został zajęty przez Austrię, zabudowa placu była znacząco zaniedbana i w wielu przypadkach wymagała naglących i solidnych remontów.
Pod koniec wieku XVIII, zgodnie z edyktem cesarza Józefa II z 1784 roku zakazującym grzebania zwłok na przykościelnych cmentarzach w obrębie miast, zlikwidowany został cmentarz przykolegiacki. Nieznana jest dokładna data jego likwidacji, natomiast przypuszczalnie funkcjonował on do końca lat 80. XVIII wieku. Mający go zastąpić nowy cmentarz na Zabłociu (ob. zwany Starym) założono zaś około roku 1790. Pamięć o cmentarzu nie została jednak zatarta wśród lokalnych mieszkańców, którzy jeszcze pod koniec XIX wieku donosili, iż na terenie dawnej nekropolii straszą duchy. 

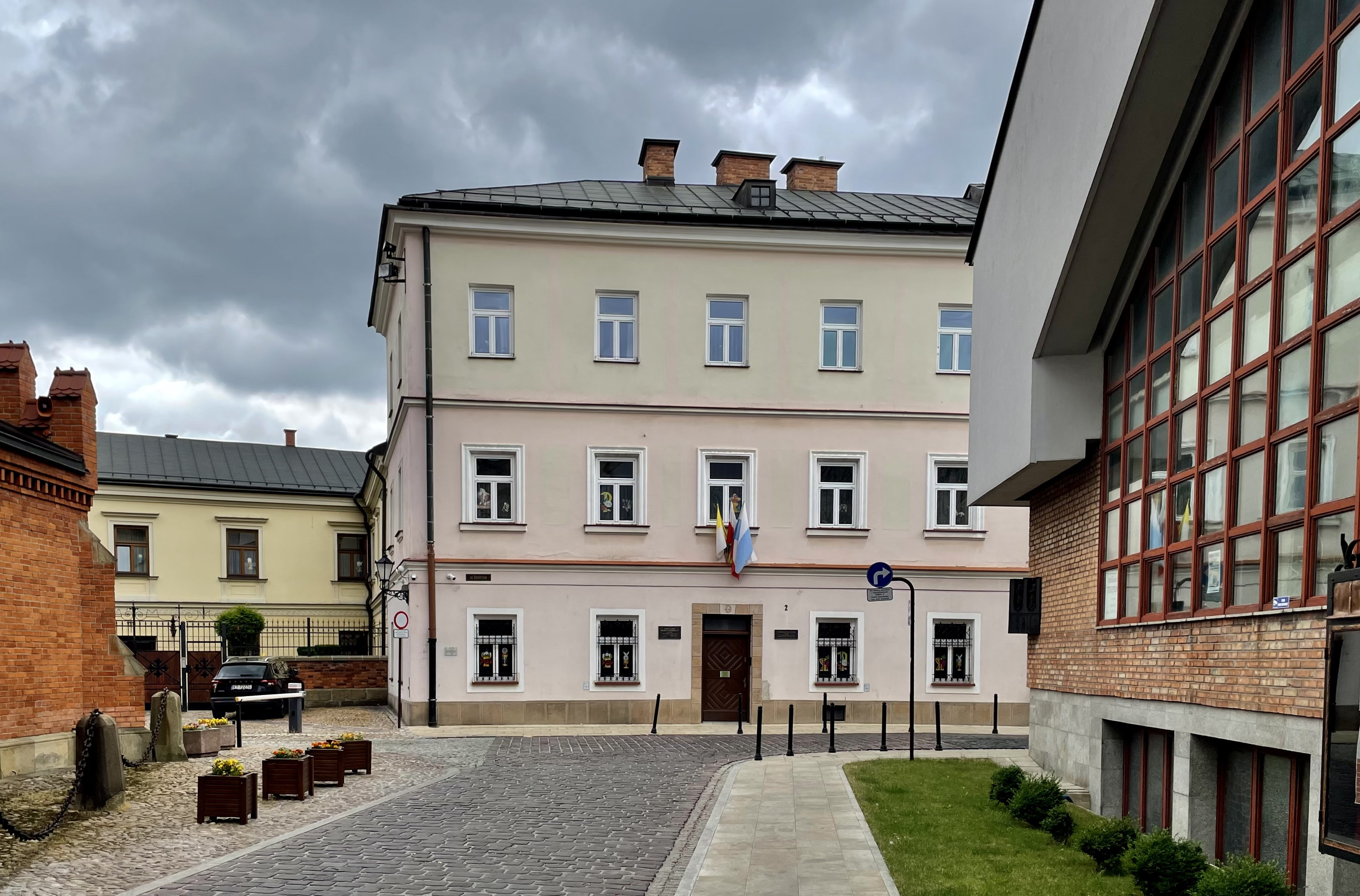
Widok na północną część placu Katedralnego

W roku 1795 należące wcześniej do Kościoła obiekty zostały przejęte przez austriackie władze na rzecz Funduszu Religijnego. Przy przejmowaniu budowli, w tym między innymi otaczających kościół, zorganizowano im szczegółową i drobiazgową lustrację oraz wycenę.
Istotnym problemem założenia w XVIII wieku był zlokalizowany w obecnej południowej, czworobocznej jego części, piętrowy i murowany budynek kolegium psałterzystów, będący w katastrofalnym stanie technicznym, którego nikt nie chciał zrewitalizować. Ostatecznie został on zarekwirowany w roku 1786 na rzecz austriackiego Funduszu Religijnego, a następnie w okresie między rokiem 1800 a 1803 rozebrany, po czym cegły z rozbiórki wykorzystano do wybudowania muru okalającego cmentarz na Zabłociu, ob. zwany Starym. Ponadto w latach 80. XVIII wieku znacząco przebudowano, odebrany Kościołowi przez władze austriackie dom prepozyta, za sprawą czego stał się obiektem trójskrzydłowym. Zorganizowano w nim następnie mieszkanie kreishauptmana, a także siedzibę władz cyrkułu.

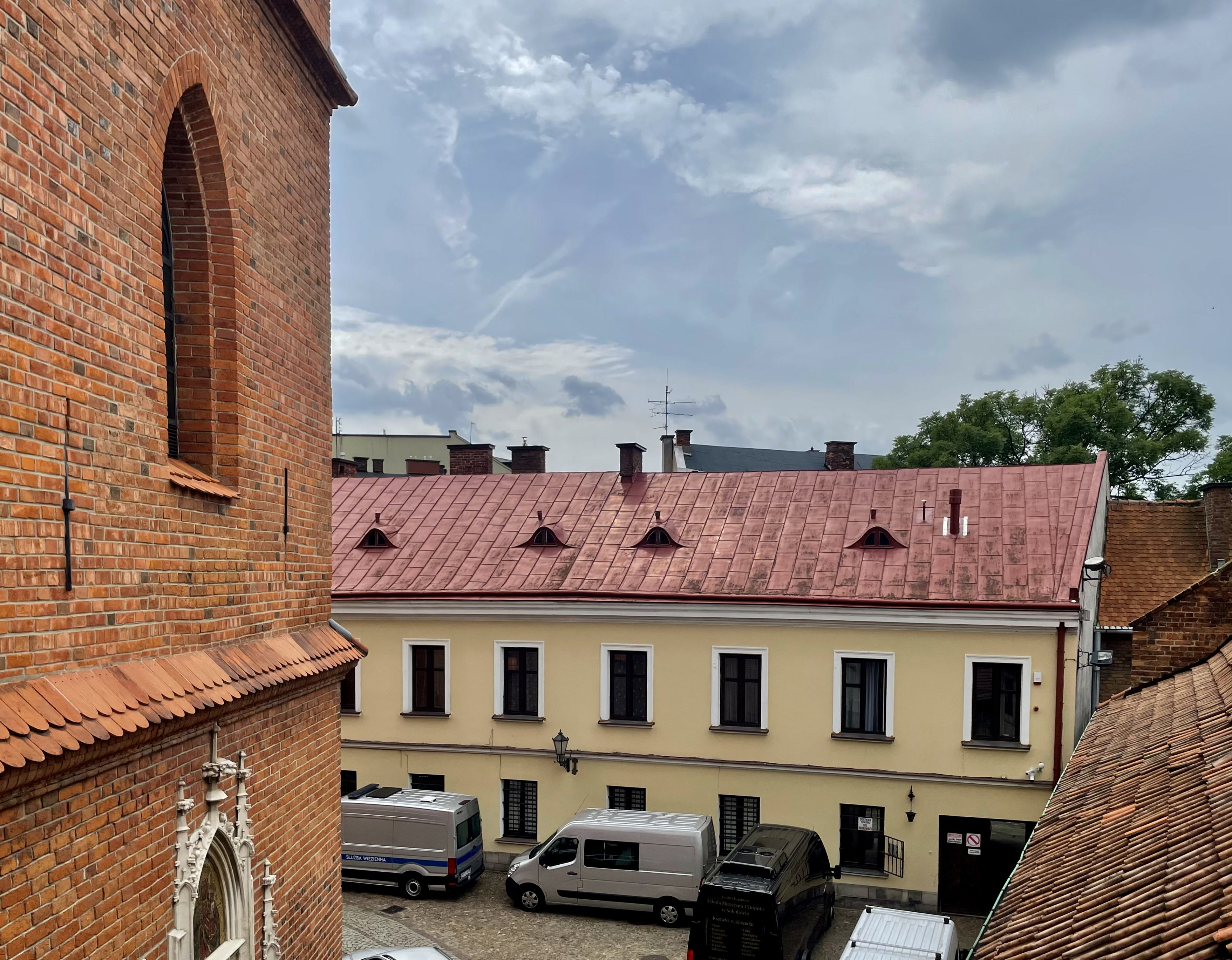
Widok na fragment zaułku przykatedralnego wraz z kamienicą przy pl. Katedralnym 6 ze strychu domu Mikołajowskiego

Na początku XIX wieku utworzony został teren współczesnej czworobocznej, południowej części założenia. Wydarzyło się to za sprawą rozbiórki dwóch obiektów będących w bardzo złym stanie technicznym, z których materiały wykorzystano następnie podczas budowy muru cmentarza na Zabłociu. W okresie tym wyburzono ponadto drewniany dworek, widoczny na akwareli Zygmunta Vogla z ok. 1800 roku, ulokowany u zbieg placu i ulicy Katedralnej, a w jego miejscu wzniesiono dwuskrzydłową kamienicę. Co więcej, w ręce Kościoła powrócił wówczas dom prepozyta (odtąd pałacyk kanonicki), w którym po przebudowie urządzono mieszkania dla kanoników kapituły katedralnej.
W okresie między 1796 a 1814 rokiem do kamienicy narożnej z Rynkiem, jedynej położonej dotychczas we wschodniej pierzei placu i charakteryzującej się wysokim, łamanym dachem, przystawiono dom od strony placu Katedralnego. Przed rokiem 1814, w wyniku scalenia kilku istniejących wcześniej domów, powstała kamienica pod numerem 6, rozciągająca się wzdłuż katedry, z wejściem głównym zwróconym na wschód, a dłuższym skrzydłem na północ. Budynek ten w okresie od 1818 do najpóźniej 1848 roku gruntownie przebudowano, w wyniku czego charakteryzuje się on znaczącymi rozmiarami oraz swoim osobnym dziedzińcem. Później, w II poł. XIX wieku przekonstruowano także do znanego obecnie kształtu jego elewację. W podobnym okresie przekonstruowano ponadto pałacyk kanonicki, który uzyskał neorenesansową fasadę.
W roku 1810 lub w latach 1814–1817 miała miejsce przebudowa obiektów szkolnych. Natomiast przed rokiem 1816, wzdłuż południowej pierzei placu, naprzeciwko katedry, wzniesiono także masywne boczne skrzydło narożnej kamienicy przy Rynku 2 (ul. Katedralnej 8). Budowlę tę zaznaczono na planie miasta z 1848 roku, a w późniejszym okresie przebudowano, w wyniku czego zatraciła swoje cechy stylistyczne.
W II poł. XIX wieku w południowej części placu powstał neorenesansowy lub klasycystyczny budynek narożny z placem Kazimierza Wielkiego, zaprojektowany przez budowniczego miejskiego Karola Polityńskiego bądź przez Adolfa J. Stapfa. W roku 1892, wedle projektu Janusza Rypuszyńskiego, dwie budowle znajdujące się we wschodniej pierzei placu, w tym jedną narożną z Rynkiem kamienicę, scalono i przebudowano, tworząc obiekt w stylu neobarokowym. Za owym budynkiem ciągnął się otoczony murem ogród sięgający ulicy Kapitulnej.
W listopadzie 1884 roku w południowej, czworobocznej części założenia, dzięki fundacji biskupa Józefa Alojzego Pukalskiego, umieszczono statuę z figurą Niepokalanego Poczęcia Najświętszej Maryi Panny. W latach 90. XIX wieku, przy równoczesnej neogotyckiej przebudowie bazyliki katedralnej, plac został wybrukowany.
Na przełomie wieków XIX i XX plac Katedralny uzyskał swoją ostateczną, znaną współcześnie formę architektoniczną.

### Okres od XX wieku

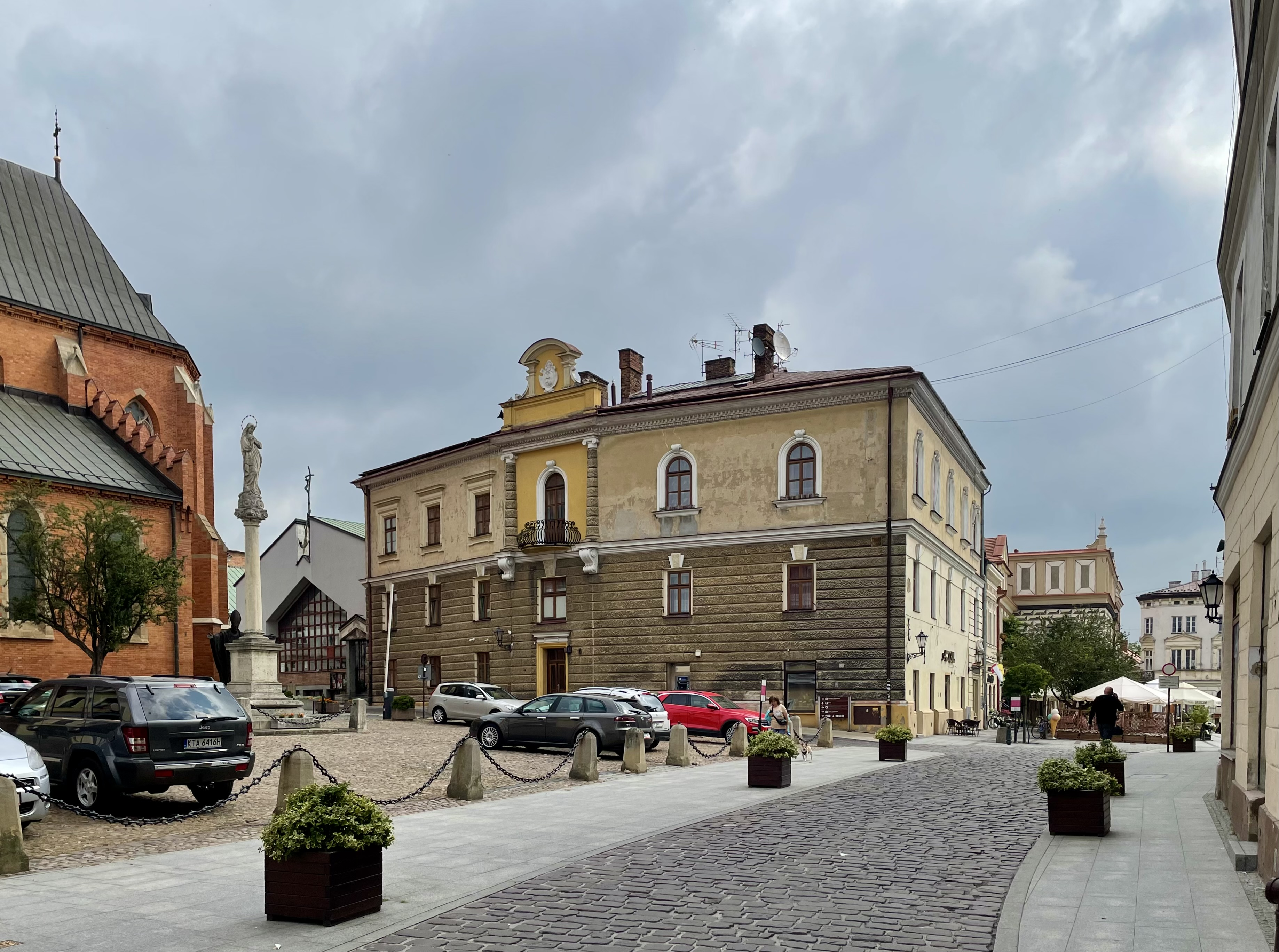
Widok na południowo-wschodnią część placu, w kierunku Rynku

Na początku XX wieku kamienicom położonym w zaułku przykatedralnym, ze względu na ich katastrofalny stan techniczny, groziło wyburzenie. Władze miejskie planowały ich przebudowę, jednakże od planów tych odstąpiono, gdy w 1903 roku określiły je mianem ruder. Do roku 1904 wyprowadzono z nich wszystkie funkcjonujące wcześniej instytucje szkolne. Za sprawą m.in. interwencji arcyksięcia Franciszka Ferdynanda Habsburga i decyzji Komisji dla Zachowania Zabytków Sztuki do wyburzenia jednak nie doszło.
W 1914 roku w domu Mansjonarzy swoją siedzibę miała XIV Polska Drużyna Strzelecka i Komenda Obwodowa, natomiast w dwudziestoleciu międzywojennym, z inicjatywy lekarza powiatowego Macieja Warędy, w domu Mikołajowskim zlokalizowano Powiatowy Ośrodek Zdrowia, a także Muzeum Higieny.
W 1938 roku budynki przykatedralne, decyzją biskupa tarnowskiego Franciszka Lisowskiego, zakupiła tarnowska kuria diecezjalna z zamysłem umieszczenia tam zbiorów Muzeum Diecezjalnego. W okresie okupacji niemieckiej podczas II wojny światowej w domach tych mieściła się Rada Główna Opiekuńcza oraz Caritas
W latach 1946–1952 lub według innych źródeł, 1947–1949, 1948–1952 bądź 1947–1955 przeprowadzono gruntowną rewitalizację budynków przykatedralnych, adaptując je na cele Muzeum Diecezjalnego. Pierwszą ekspozycję w tej lokalizacji muzeum udostępniono natomiast jeszcze w roku 1950. Ponadto, za sprawą decyzji Miejskiej Rady Narodowej z 15 lipca 1952 roku, muzeum otrzymało pomieszczenia w kamienicy przy placu Katedralnym 6, gdzie umieszczono pomieszczenia biurowe, pracownię konserwatorską oraz magazyn instytucji.
W 1956 roku zastąpiono kopią zniszczoną statuę Najświętszej Marii Panny. Oryginał przewieziono natomiast do Piwnicznej-Zdroju, gdzie umieszczono go cokole na stoku wzniesienia Brzankówka. We wrześniu 1980 roku do rejestru zabytków nieruchomych wpisano bazylikę katedralną. 29 czerwca 1981 roku w południowej części placu, pomiędzy jedną z kaplic a absydą bazyliki katedralnej, z inicjatywy biskupa Jerzego Ablewicza, odsłonięto jako jeden z pierwszych na świecie pomnik Jana Pawła II, wykonany według projektu Bronisława Chromego.

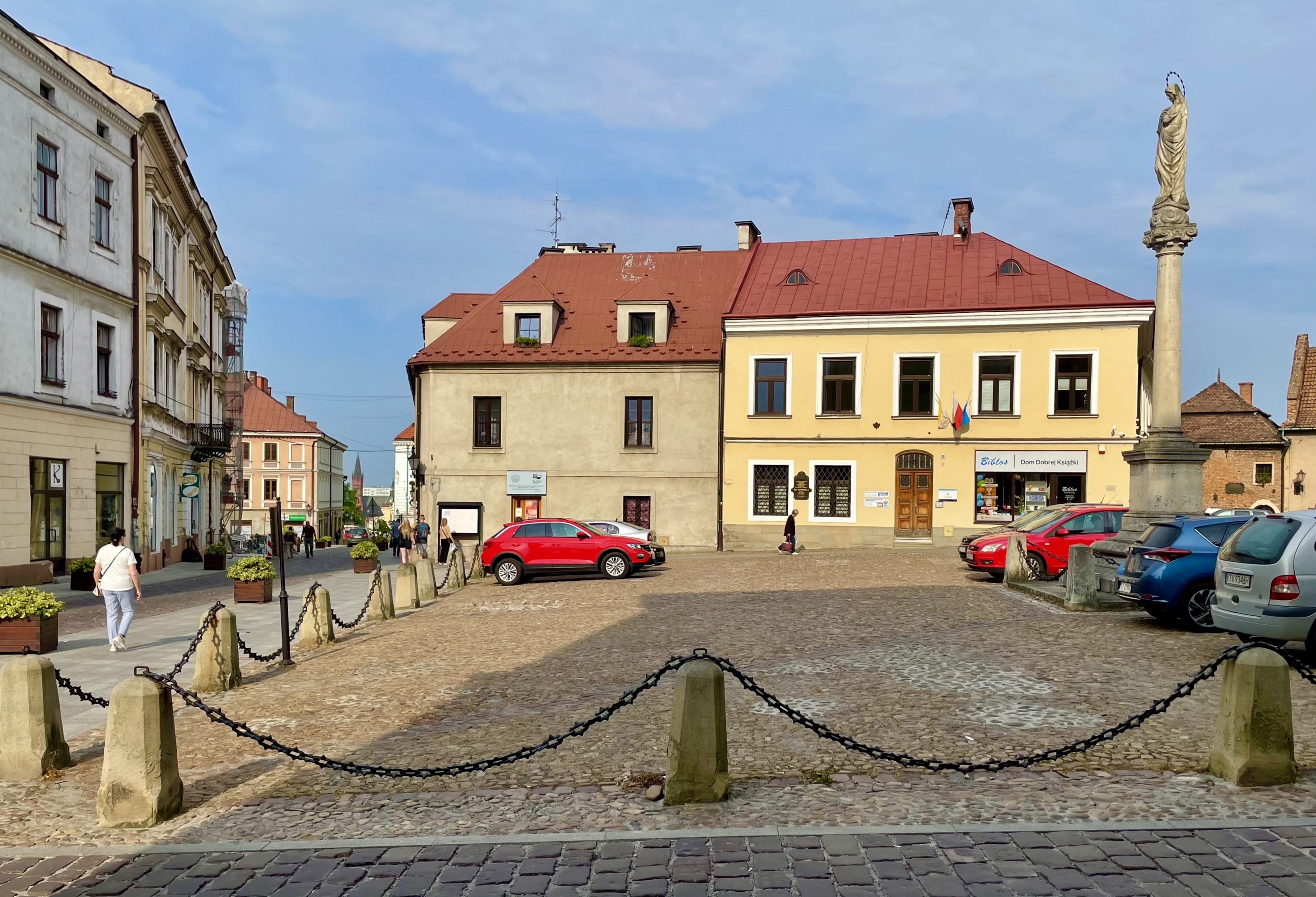
Widok na południowo-zachodnią część placu

W latach 1986–1987 we wschodniej pierzei placu, przy elewacji tylnej neobarokowej narożnej kamienicy, w miejscu istniejącego wcześniej ogrodu, wedle projektu Andrzeja Skoczka wybudowano budynek Ośrodka Duszpastersko-Katechetycznego. W 1987 roku, podczas III podróży apostolskiej Jana Pawła II do ojczyzny, papież spotkał się na placu Katedralnym z duchownymi diecezji tarnowskiej, a także wziął udział w Nieszporach Eucharystycznych.
W lipcu 1991 roku do rejestru zabytków nieruchomych ówczesnego województwa tarnowskiego wpisano zespół zabudowy pod adresem plac Katedralny 5, w którego skład wchodzą: scholasteria, akademiola (dom kapituły) oraz dom Mikołajowski. Później podobnych wpisów, ale już do rejestru województwa małopolskiego, doczekały się: w kwietniu 2010 roku kamienica przy placu Katedralnym 1/Rynku 24, a we wrześniu roku 2017 dom Mansjonarzy.
Współcześnie, według stanu z 2023 roku, w budynkach umiejscowionych przy placu ma swoje siedziby szereg instytucji, w tym wydawnictwo Biblos, tarnowska filia Gościa Niedzielnego oraz Muzeum Diecezjalne. Ponadto, w swojej południowej części, założenie pełni funkcję parkingu dla wiernych uczestniczących w nabożeństwach w bazylice katedralnej. 
W 2025 roku rozpoczęły się prace remontowe, których celem jest osuszenie oraz zabezpieczenie przed zawilgoceniem murów bazyliki katedralnej. Remont swoim zasięgiem objął również obszar Placu Katedralnego. Wymienione zostały podziemne instalacje wodne i kanalizacyjne, w planach przewidziano także wykonanie nowej nawierzchni: zamianę dotychczasowych otoczaków na kostkę granitową. Z kolei wokół katedry i w zaułkach obok świątyni zaplanowano ponownie ułożenie kamieni rzecznych. Ma również zostać wykonana iluminacja wokół katedry. W trakcie prac w najbliższym otoczeniu katedry odnaleziono ludzkie czaszki i kości, które były chowane na cmentarzu znajdującym się w przeszłości wokół bazyliki. Niewykluczone, że podczas kolejnych wykopów uda się odnaleźć kolejne szczątki. Natrafiono również na fragmenty dawnego muru kamienno-ceglanego, który ograniczał teren godny pochówku ludzi blisko kościoła. Wycięto także dwa drzewa, które znajdowały się obok bazyliki, a okazały się wewnątrz spróchniałe. Na ich miejsce będą posadzone nowe i zostaną otoczone klombem. Remont ma potrwać do końca tego roku.

## Architektura

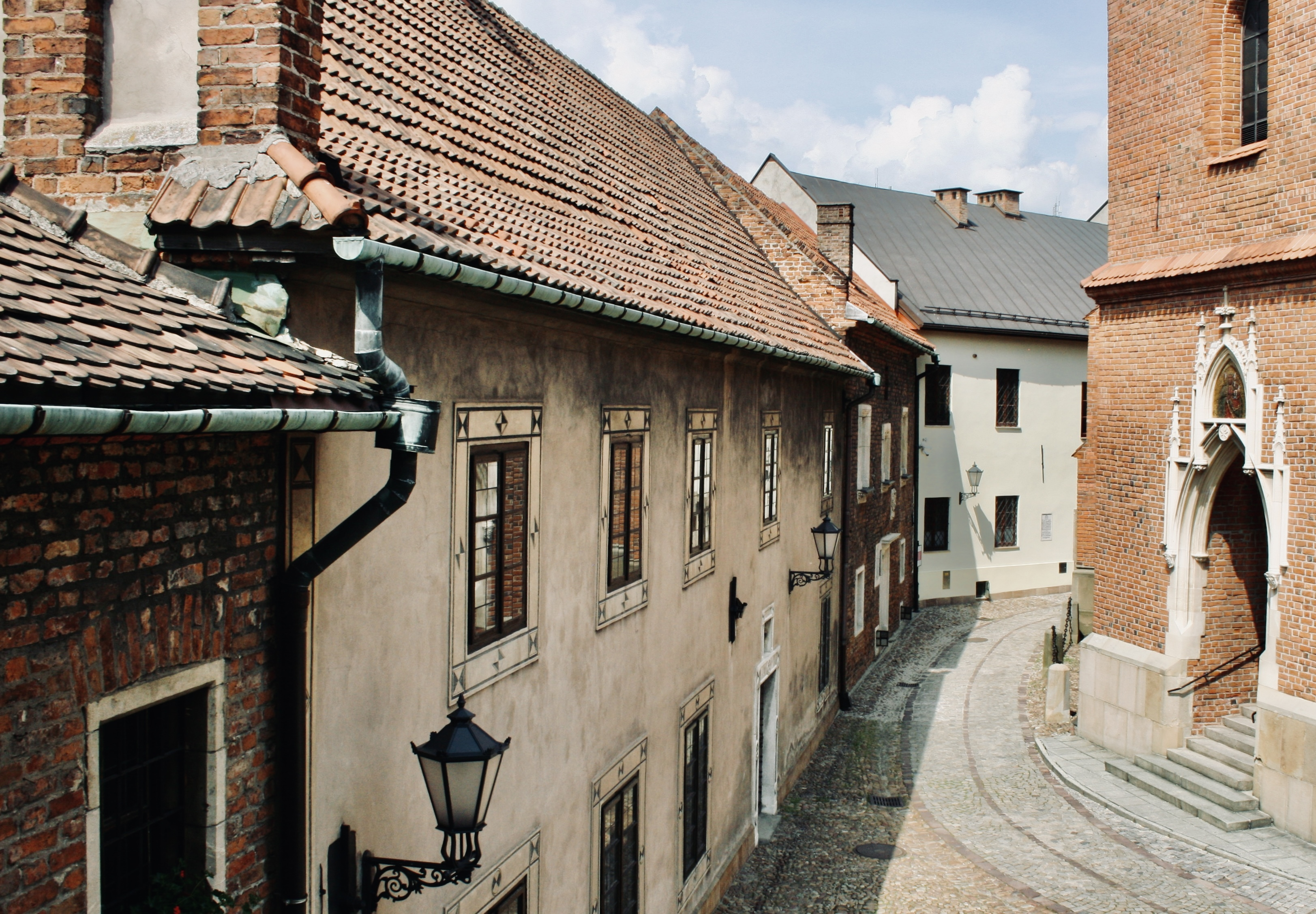
Widok na zaułek przykatedralny z kamienicy przy pl. Katedralnym 6

### Opis placu
Plac Katedralny złożony jest z dwóch zasadniczych części, czyli z zaułku obiegającego bazylikę katedralną, będącego dawniej przykościelnym cmentarzem, oraz czworobocznego placu, powstałego znacznie później, znajdującego się po południowej stronie kościoła, w miejscu rozebranych kamienic. Z obejścia wokół katedry wybiega ul. Kapitulna, natomiast z części czworobocznej przylegającej do Rynku odchodzi ul. Katedralna.

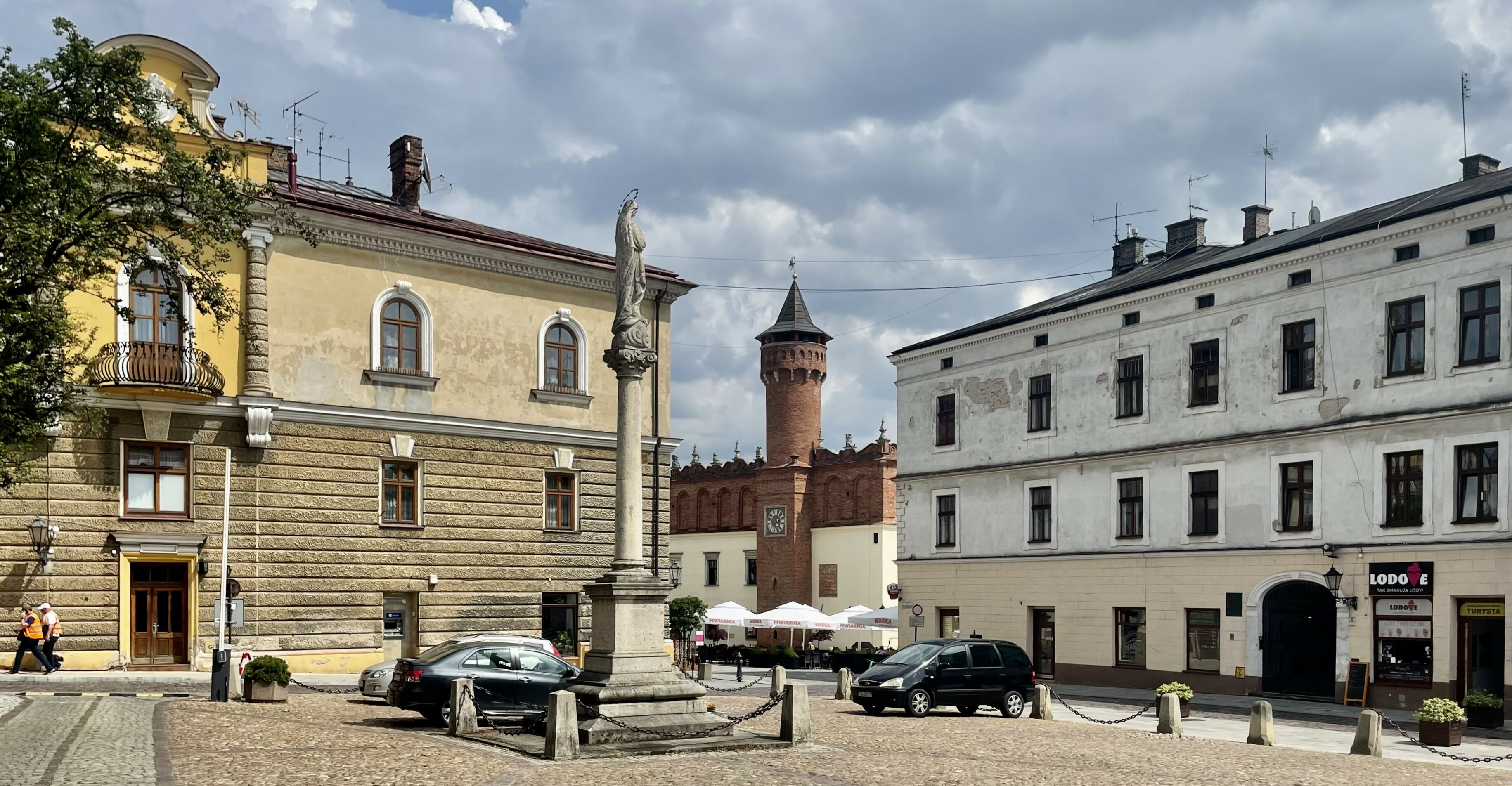
Widok na południowo-wschodnią część placu

#### Zaułek przykatedralny
Zaułek przykatedralny pełni funkcję obejścia wokół bazyliki. Ogranicza go od wschodu współczesny budynek Ośrodka Duszpastersko-Katechetycznego (narożny z ul. Kapitulną), natomiast od północy pałacyk kanonicki, dom kapitulny, zwany Kanonią II, oraz dom Mansjonarzy. Od strony wschodniej zamykają go dom Mikołajowski, budynek Akademioli, a także Scholasteria. Od południa ogranicza go kamienica przy pl. Katedralnym 6. W centrum umiejscowiony jest gmach bazyliki katedralnej. Część z zabytkowych budynków zlokalizowanych w tym zaułku określana jest mianem starych domów za Katedrą, a umiejscowione są w nich m.in. sale wystawowe Muzeum Diecezjalnego.

#### Południowa część placu
Południowa część placu powstała na początku XIX wieku po wyburzeniu istniejących w jej miejscu kamienic, po których do czasów współczesnych zachowały się piwnice. Współcześnie pełni ona funkcję parkingu samochodowego. W tej części założenia umiejscowiona jest statua Najświętszej Marii Panny, a także pomnik Jana Pawła II. Część ta od strony południowej ograniczona jest XIX-wiecznymi kamienicami przy ul. Katedralnej 2 (narożną z pl. Kazimierza Wielkiego) oraz 8 (narożną z Rynkiem). Od strony północnej umiejscowiona jest bazylika katedralna, natomiast od zachodu kamienice z okresu XVIII–XIX w. przy pl. Katedralnym 6 i 7. Od wschodu ogranicza ją kamienica z okresu XVI-XIX w. przy pl. Katedralnym 1 (narożna z Rynkiem).

### Obiekty położone przy placu

#### Budowle zabytkowe
- Bazylika katedralna Narodzenia Najświętszej Maryi Panny – XIV w. (nr rejestru A-228 z 25 września 1980)[21][29];
- Kamienica przy pl. Katedralnym 1/Rynku 24 – XVI–XIX w. (nr rejestru A-1204/M z 22 kwietnia 2010)[21][30];
- Scholasteria, zwana także domem rektora – XVI w. (nr rejestru A-338 z 18 lipca 1991)[21][31];
- Akademiola – XVI w. (nr rejestru A-338 z 18 lipca 1991)[21][32];
- Dom Mikołajowski – XVI w. (nr rejestru A-338 z 18 lipca 1991)[21][8];
- Dom Mansjonarzy, zwany również Kanonią I – XVIII w. (nr rejestru A-1477/M z 13 września 2017)[21][33].

#### Pozostałe budynki
- Budynek Ośrodka Duszpastersko-Katechetycznego – zbud. w latach 1986–1987[3][24];
- Kamienica przy ul. Katedralnej 2/Pl. Kazimierza Wielkiego 1 – XIX w.[10]

- Kamienica przy pl. Katedralnym 6 – XVIII–XIX w.[7][34];
- Kamienica przy pl. Katedralnym 7 (ul. Katedralnej 1) – XIX w.[7][35];
- Kamienica przy ul. Katedralnej 8/Rynku 2 – XIX–XX w.[7][9]
- Dom Kapitulny, zwany również Kanonią II – XVIII w.[36]
- Pałacyk kanonicki (dom prepozyta, sufragania) – XIV–XIX w.[6]

#### Pomniki
- Statua Najświętszej Marii Panny – zbud. w 1884 roku[11]

Obiekty położone przy pl. Katedralnym
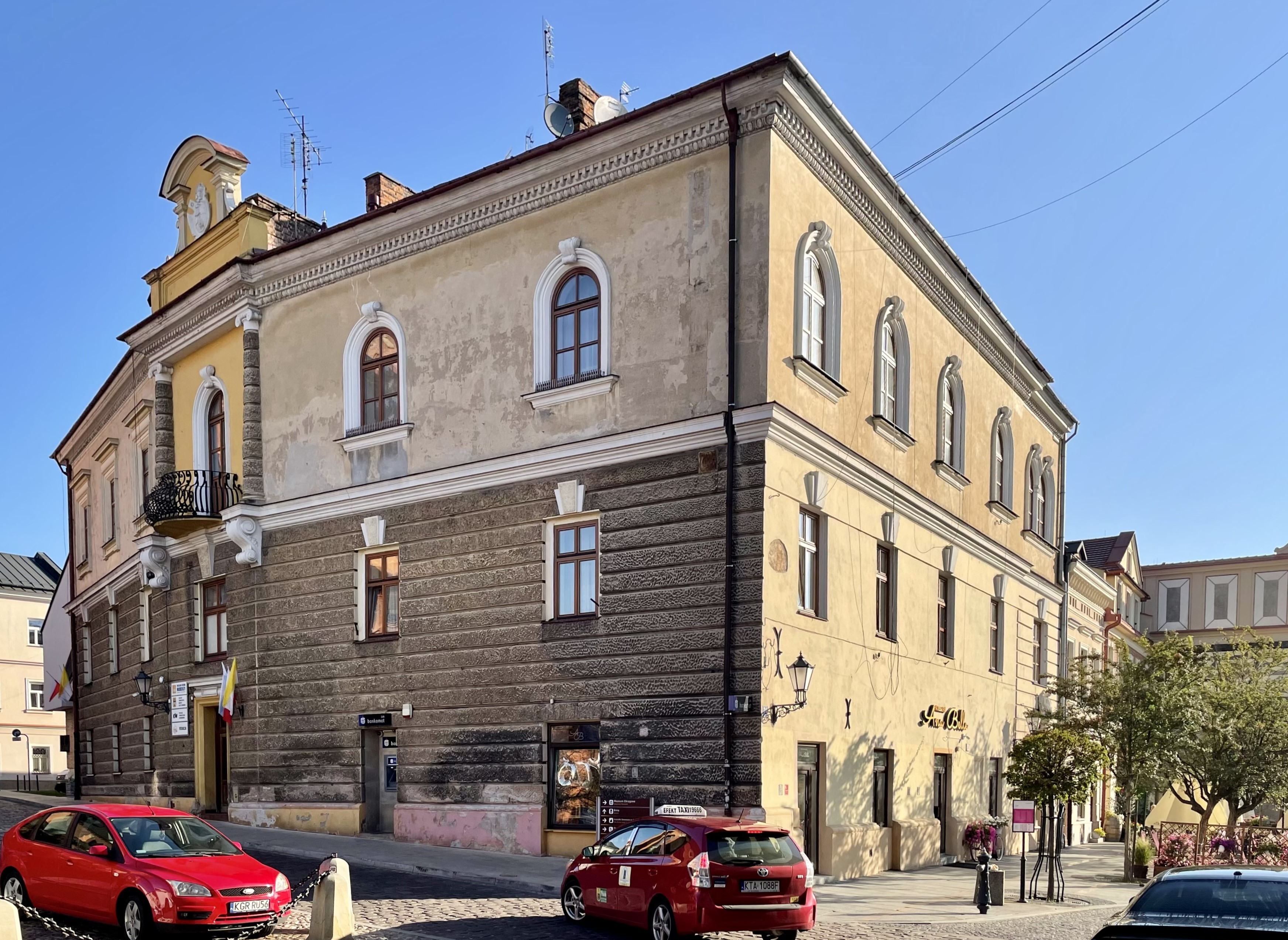
Pomnik Jana Pawła II – zbud. w 1981 roku[22].  - Obiekty położone przy pl. Katedralnym
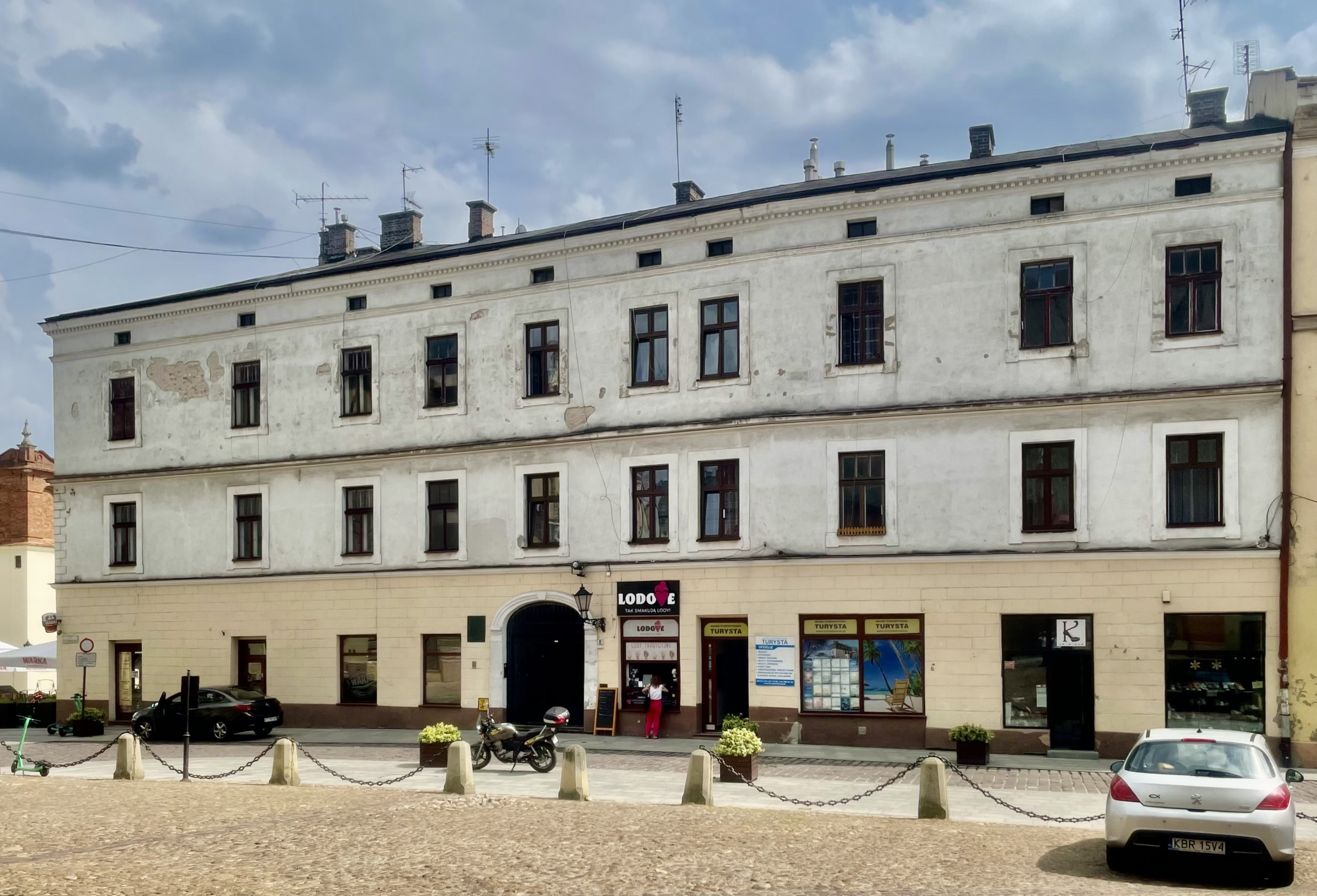
Kamienica narożna przy Rynku 2 i ul. Katedralnej 8
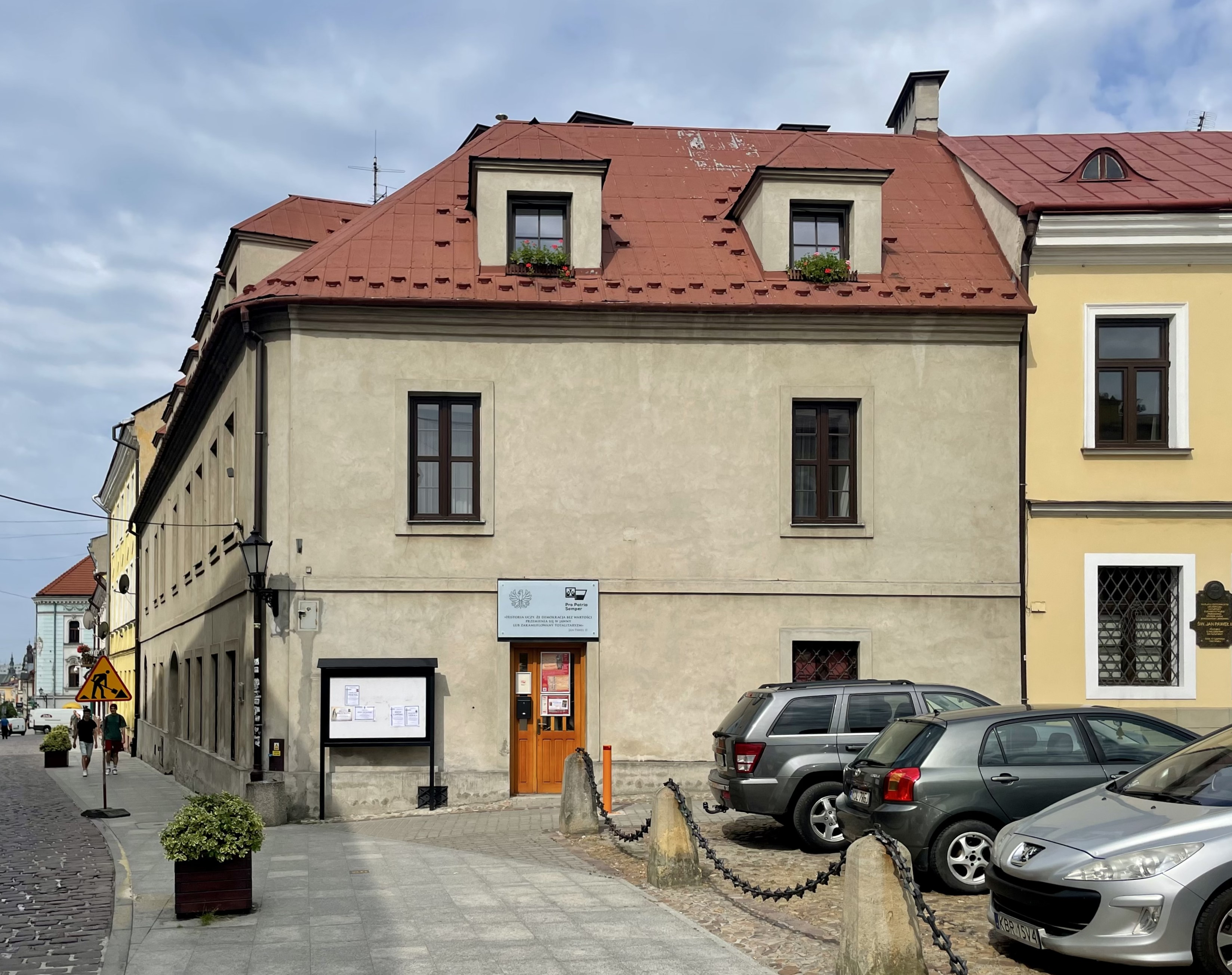
Kamienica przy pl. Katedralnym 7 (ul. Katedralnej 1)
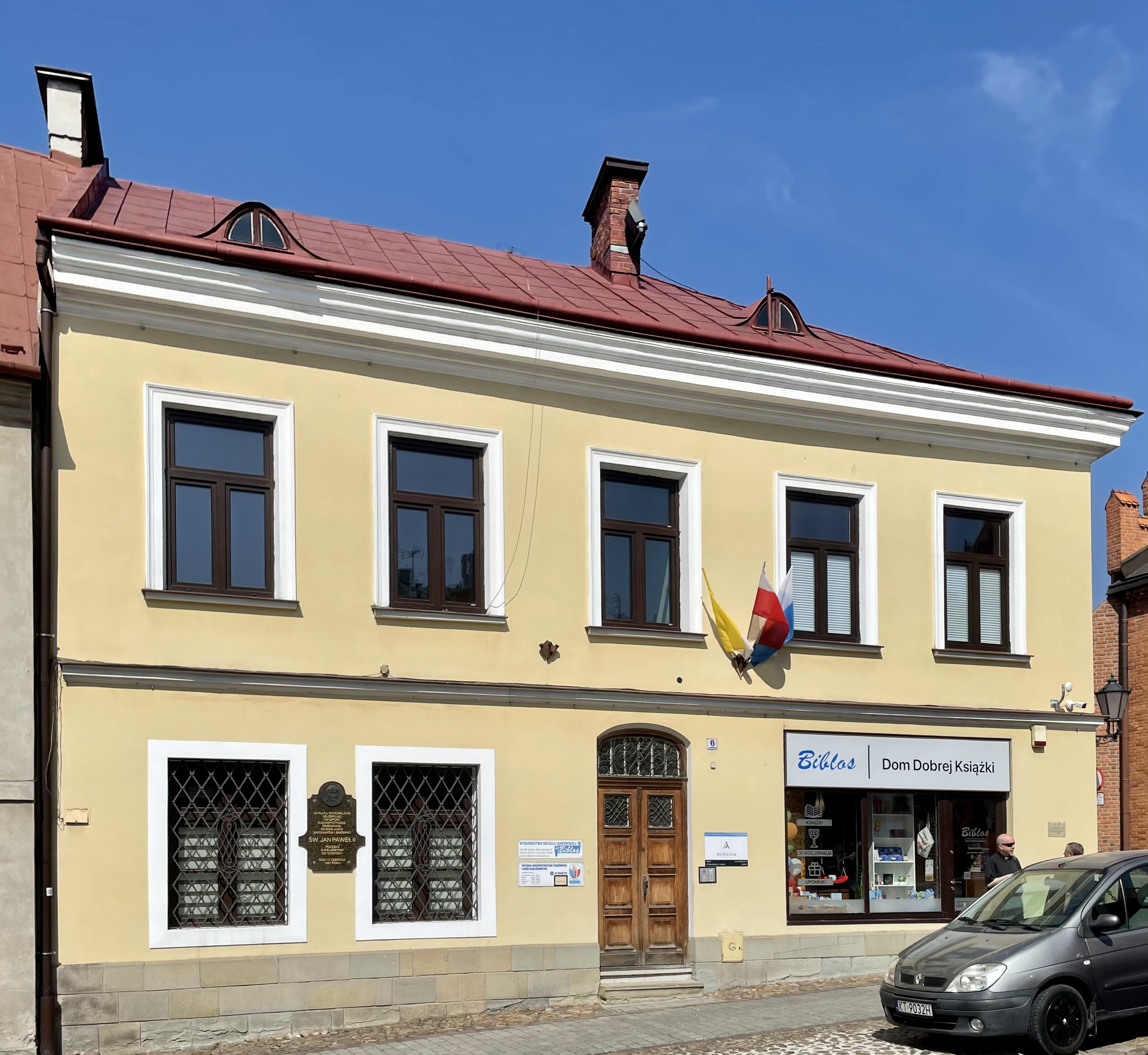
Kamienica przy pl. Katedralnym 6
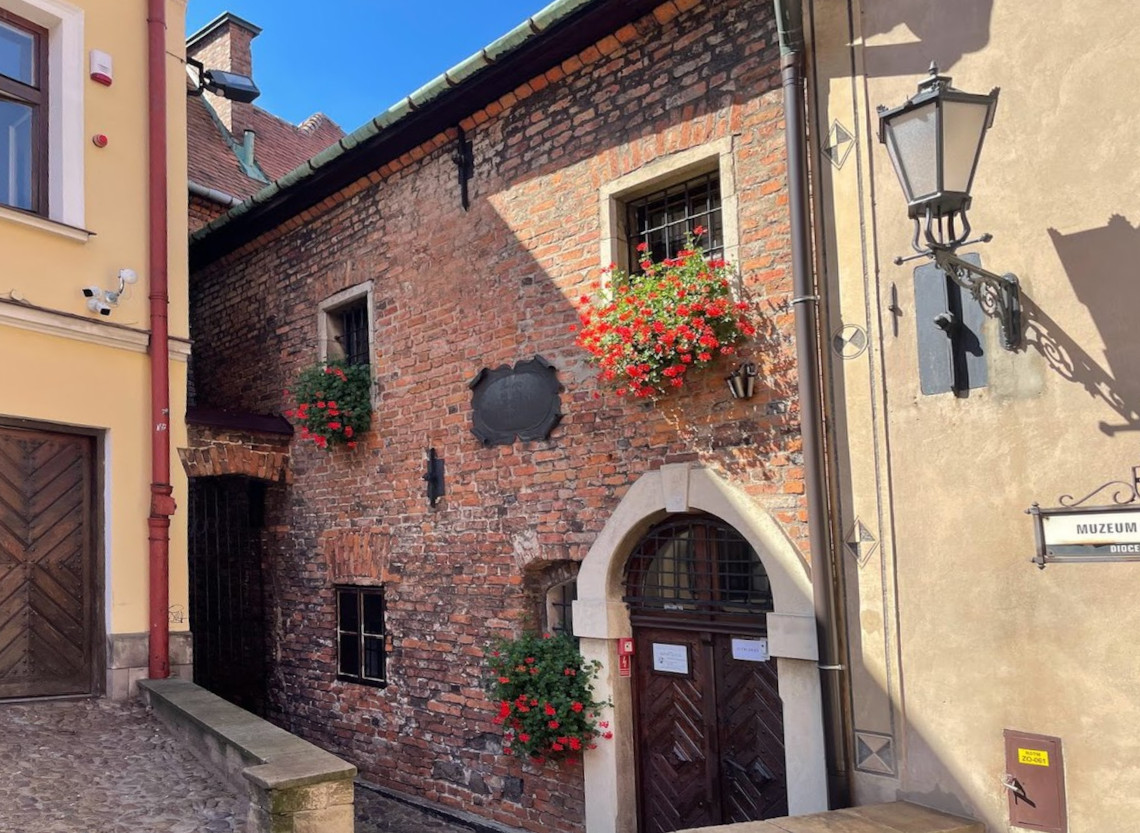
Scholasteria (dom rektora)
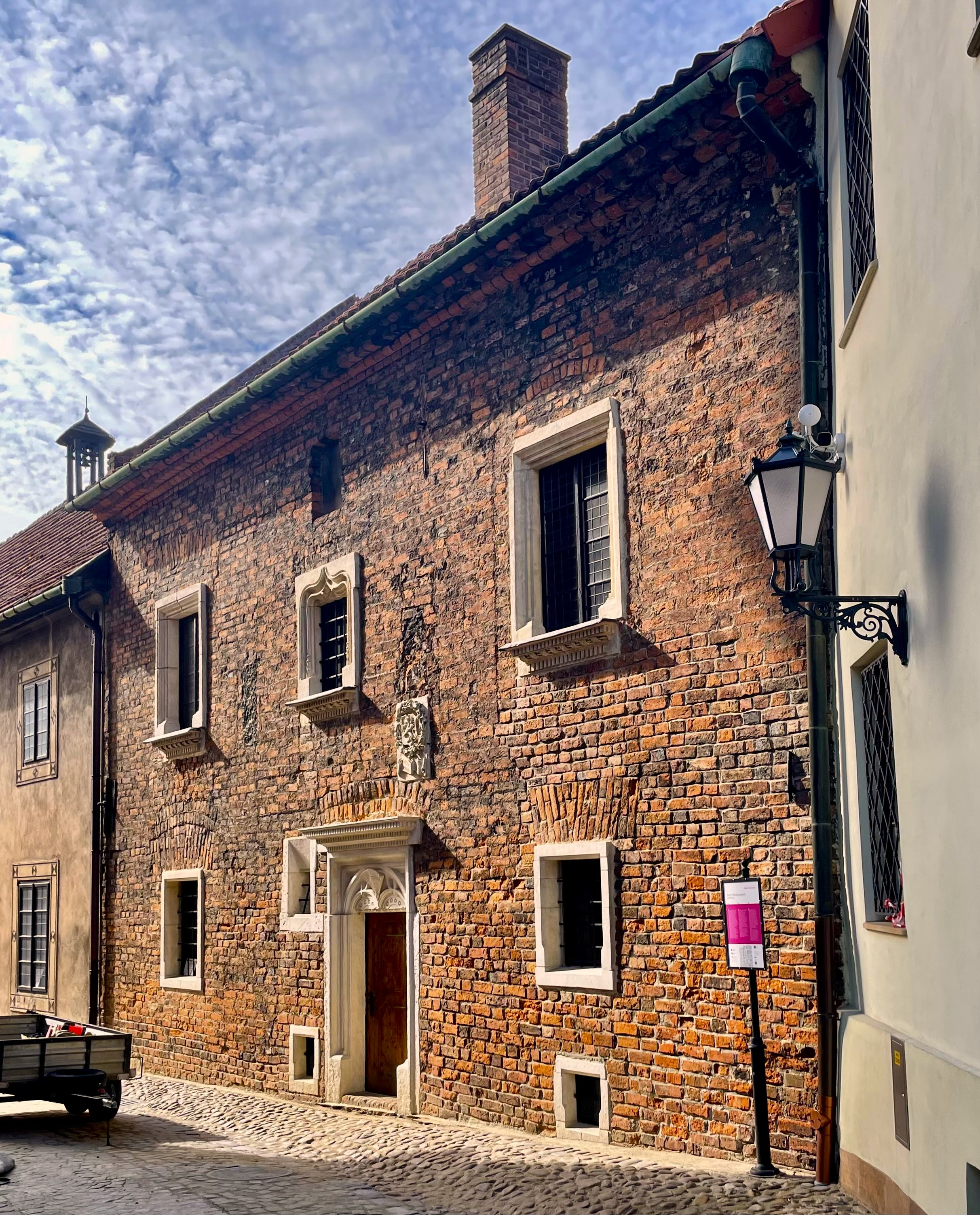
Dom Mikołajowski
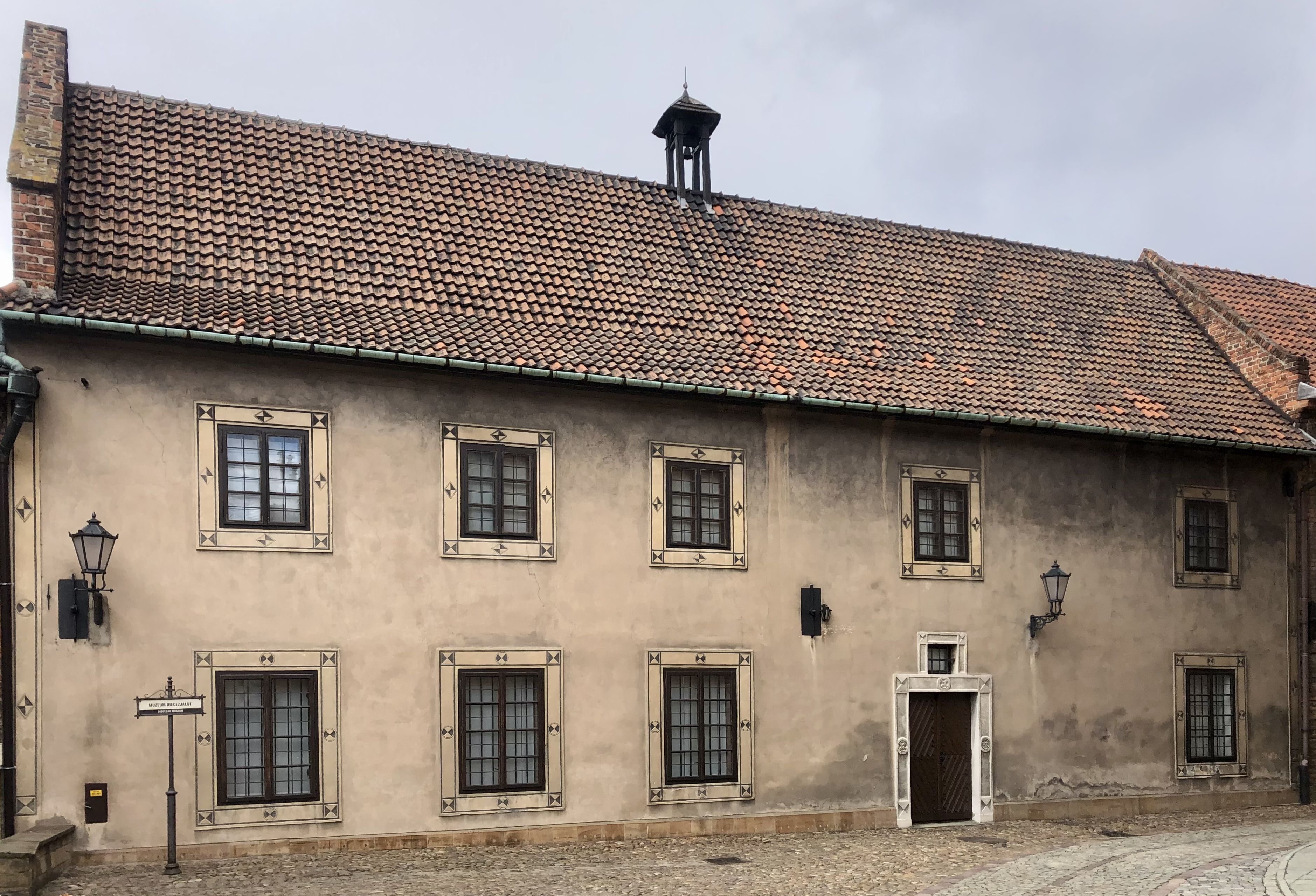
Akademiola
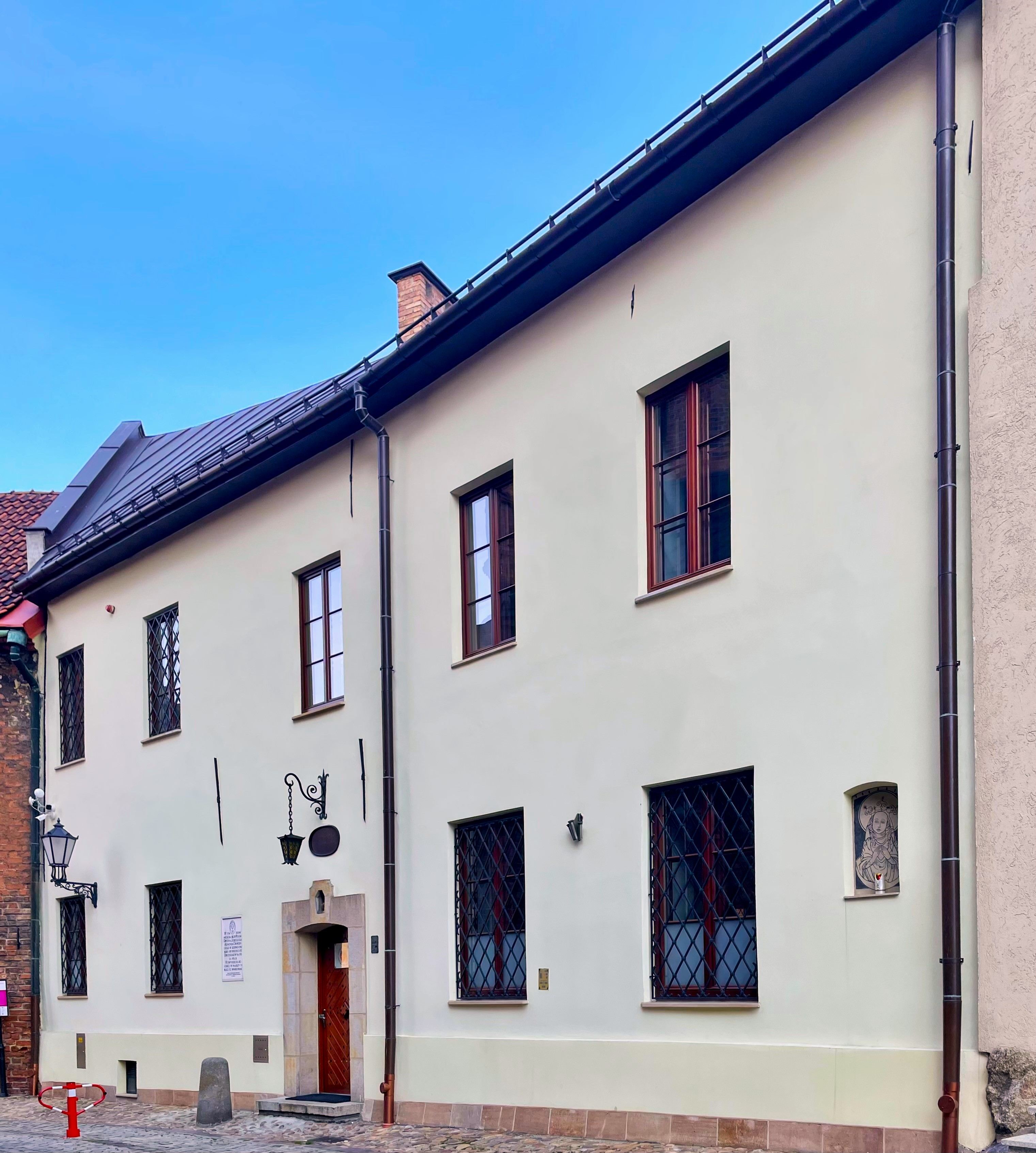
Dom Mansjonarzy (Kanonia II)
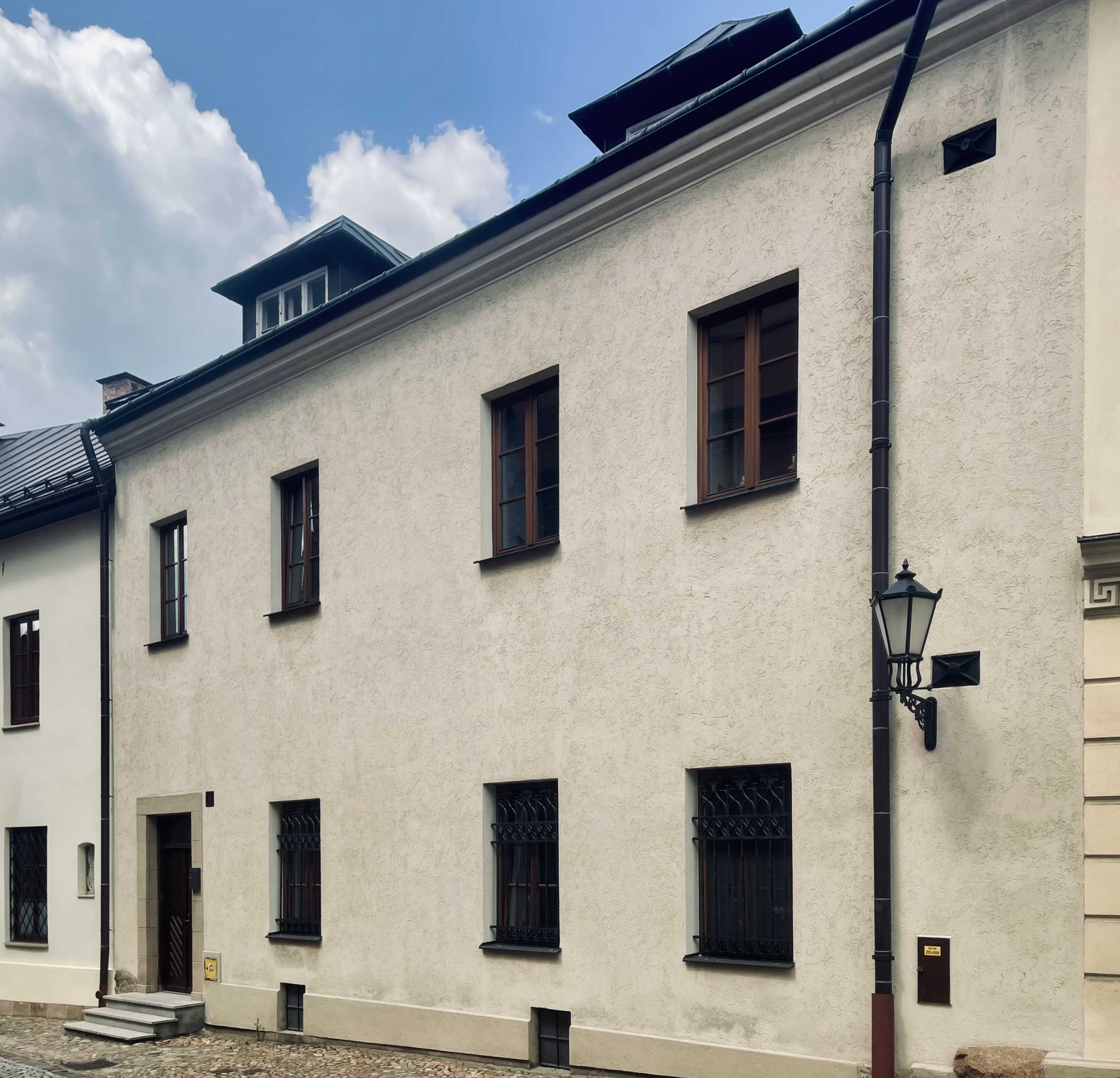
Budynek Sądu Biskupiego, tzw. Kanonia II
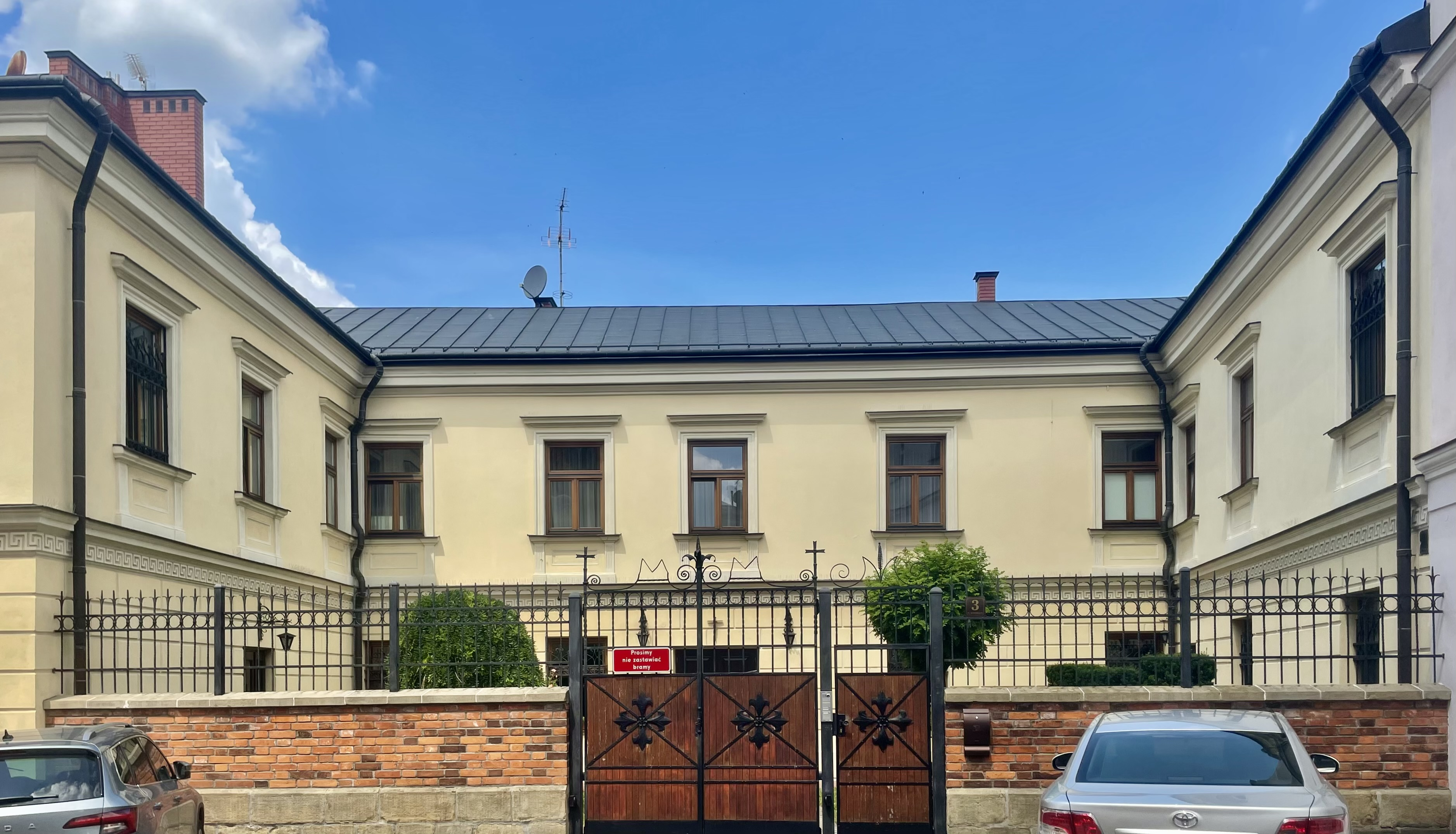
Pałacyk Kanonicki (dom prepozyta)
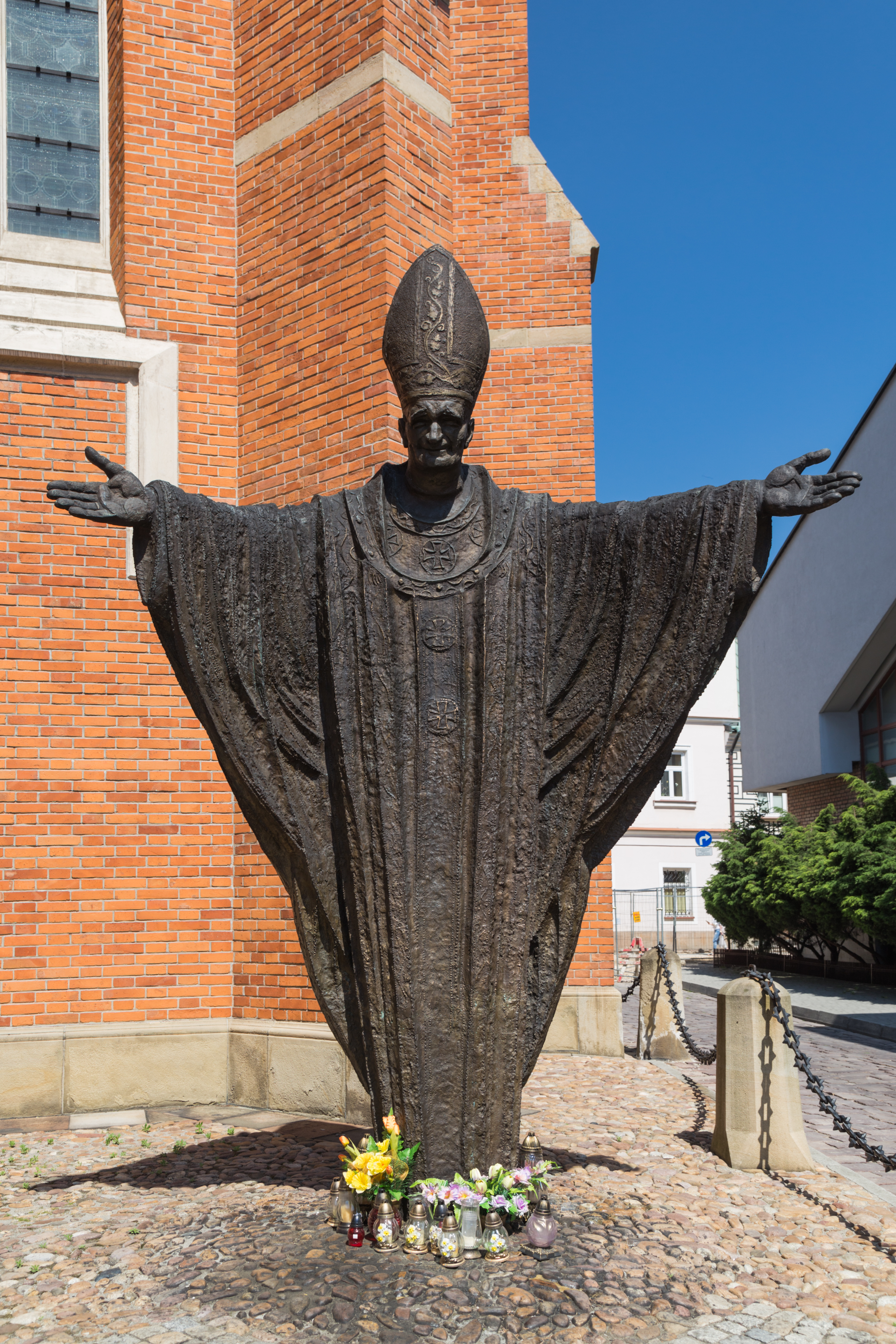
Pomnik Jana Pawła II
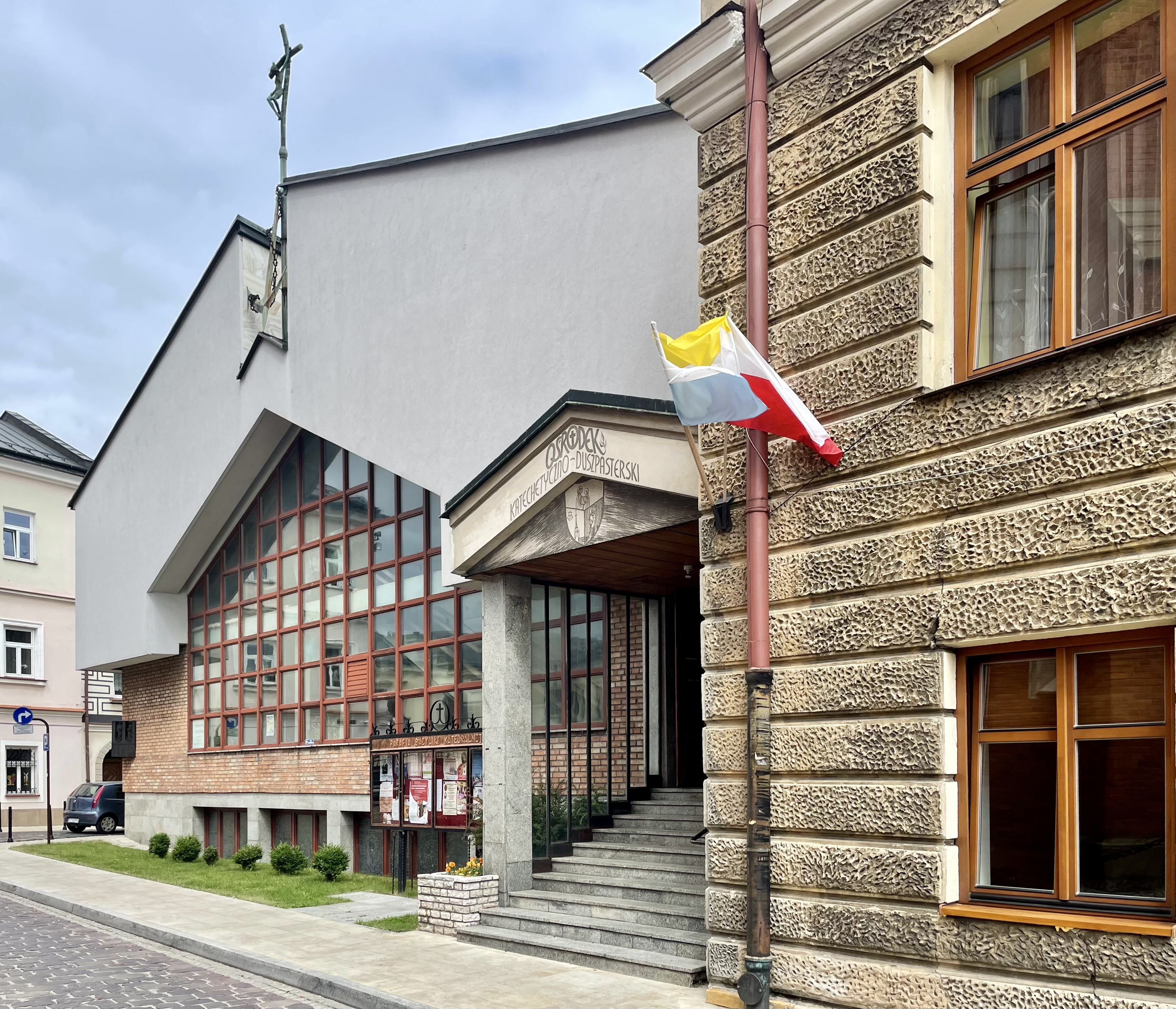
Budynek Ośrodka Duszpastersko-Katechetycznego
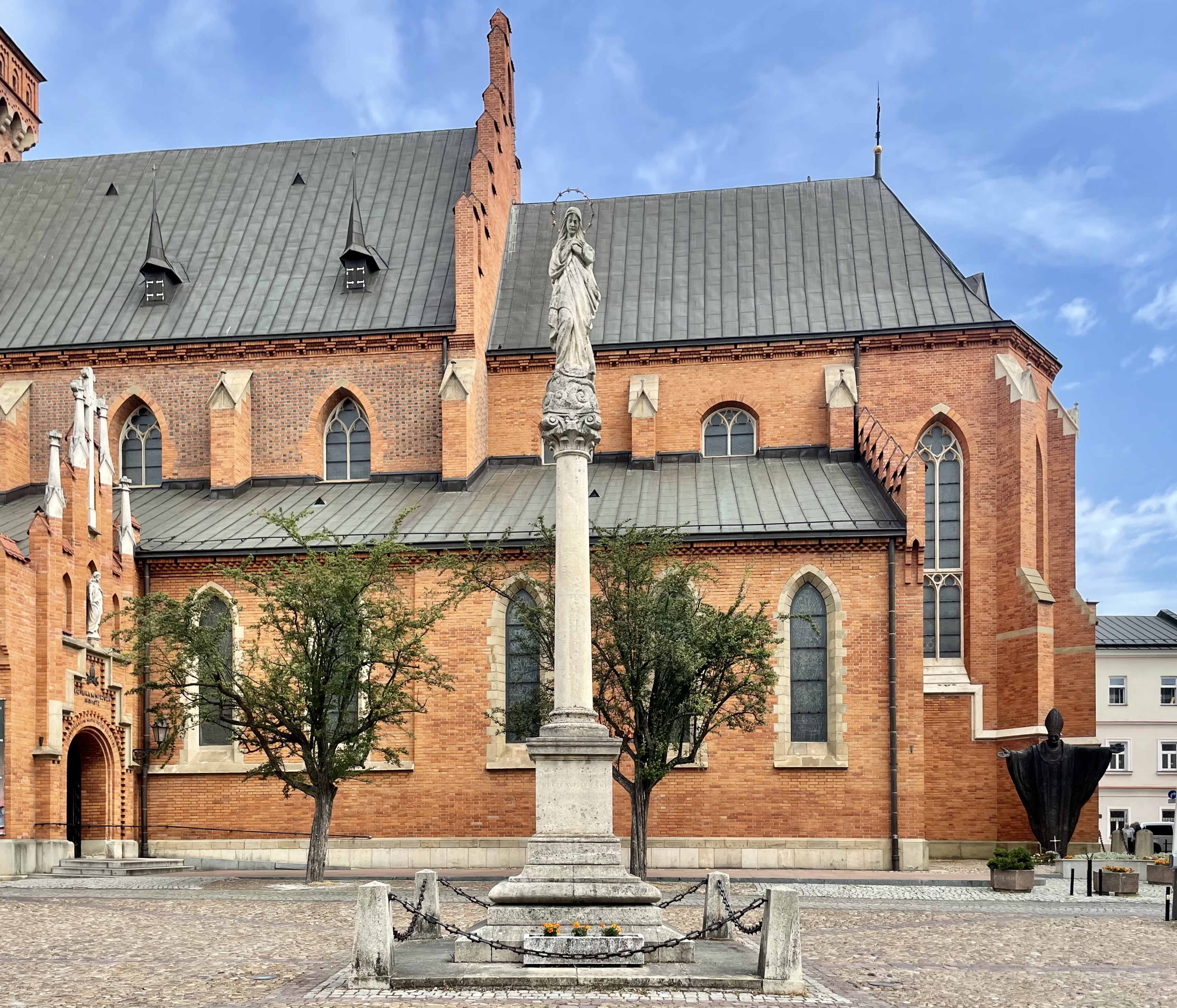
Statua Najświętszej Marii Panny
  - Kamienica przy pl. Katedralnym 1
  - Kamienica narożna przy Rynku 2 i ul. Katedralnej 8
  - Kamienica przy pl. Katedralnym 7 (ul. Katedralnej 1)
  - Kamienica przy pl. Katedralnym 6
  - Scholasteria (dom rektora)
  - Dom Mikołajowski
  - Akademiola
  - Dom Mansjonarzy (Kanonia II)
  - Budynek Sądu Biskupiego, tzw. Kanonia II
  - Pałacyk Kanonicki (dom prepozyta)
  - Pomnik Jana Pawła II
  - Budynek Ośrodka Duszpastersko-Katechetycznego
  - Statua Najświętszej Marii Panny